# Temporada 1969-70 de los Detroit Pistons
La temporada 1969-70 fue la vigésimo segunda de los Pistons en la NBA, y la decimotercera en su localización de Detroit, Míchigan. La temporada regular acabaron con 31 victorias y 51 derrotas, ocupando la séptima y última posición de la División Este, no logrando clasificarse para los playoffs.

## Elecciones en elDraft
| Ronda | Puesto | Jugador         | Posición  | Nacionalidad   | Universidad    |
| ----- | ------ | --------------- | --------- | -------------- | -------------- |
| 1     | 4      | Terry Driscoll  | Ala-Pívot | Estados Unidos | Boston College |
| 2     | 19     | Willie Norwood  | Alero     | Estados Unidos | Alcorn         |
| 5     | 61     | Steve Mix       | Alero     | Estados Unidos | Toledo         |
| 8     | 103    | Bob Arnzen      | Alero     | Estados Unidos | Notre Dame     |
| 9     | 117    | George Reynolds | Base      | Estados Unidos | Houston        |

## Temporada regular
| x-New York Knicks    | 60 | 22 | .732 | –  |
| x-Milwaukee Bucks    | 56 | 26 | .683 | 4  |
| x-Baltimore Bullets  | 50 | 32 | .610 | 10 |
| x-Philadelphia 76ers | 42 | 40 | .512 | 18 |
| Cincinnati Royals    | 36 | 46 | .439 | 24 |
| Boston Celtics       | 34 | 48 | .415 | 26 |
| Detroit Pistons      | 31 | 51 | .378 | 29 |

## Estadísticas
| Rk | Jugador          | Edad | P  | PT | MP   | TC  | TCI  | %TC  | TL  | TLI | %TL  | RB   | AS  | FP  | PTS  |
| -- | ---------------- | ---- | -- | -- | ---- | --- | ---- | ---- | --- | --- | ---- | ---- | --- | --- | ---- |
| 1  | Jimmy Walker     | 25   | 81 |    | 35.4 | 8.2 | 17.2 | .478 | 4.4 | 5.4 | .807 | 3.0  | 3.1 | 2.5 | 20.8 |
| 2  | Dave Bing        | 26   | 70 |    | 33.3 | 8.2 | 18.5 | .444 | 6.5 | 8.3 | .783 | 4.3  | 6.0 | 2.8 | 22.9 |
| 3  | Otto Moore       | 23   | 81 |    | 31.1 | 4.7 | 9.9  | .476 | 2.4 | 3.8 | .636 | 11.1 | 1.3 | 2.9 | 11.9 |
| 4  | Erwin Mueller    | 25   | 74 |    | 30.9 | 3.9 | 8.3  | .467 | 2.5 | 3.4 | .728 | 6.3  | 2.7 | 2.5 | 10.3 |
| 5  | Howard Komives   | 28   | 82 |    | 29.5 | 4.4 | 10.7 | .413 | 2.3 | 2.9 | .812 | 2.4  | 3.8 | 3.0 | 11.2 |
| 6  | Eddie Miles      | 29   | 44 |    | 28.3 | 5.3 | 12.1 | .435 | 3.0 | 3.9 | .765 | 3.9  | 1.9 | 2.3 | 13.5 |
| 7  | Terry Dischinger | 29   | 75 |    | 23.4 | 4.6 | 8.7  | .526 | 2.3 | 3.2 | .722 | 4.9  | 1.4 | 2.8 | 11.4 |
| 8  | Walt Bellamy     | 30   | 56 |    | 20.9 | 3.8 | 6.9  | .547 | 2.5 | 4.4 | .562 | 7.1  | 1.0 | 2.9 | 10.0 |
| 9  | McCoy McLemore   | 27   | 73 |    | 19.5 | 3.2 | 6.8  | .466 | 1.6 | 2.0 | .821 | 4.6  | 1.1 | 2.2 | 8.0  |
| 10 | Happy Hairston   | 27   | 15 |    | 18.8 | 3.8 | 6.9  | .553 | 3.0 | 4.2 | .714 | 5.9  | 0.7 | 2.4 | 10.6 |
| 11 | Bill Hewitt      | 25   | 45 |    | 17.8 | 1.9 | 4.7  | .405 | 0.8 | 1.4 | .603 | 4.7  | 0.8 | 2.0 | 4.6  |
| 12 | Bob Quick        | 23   | 19 |    | 15.6 | 2.6 | 5.8  | .441 | 1.9 | 2.8 | .698 | 3.3  | 0.6 | 2.2 | 7.1  |
| 13 | Steve Mix        | 22   | 18 |    | 15.3 | 2.7 | 5.6  | .480 | 1.3 | 2.2 | .590 | 3.6  | 0.8 | 1.7 | 6.6  |
| 14 | Paul Long        | 25   | 25 |    | 5.2  | 1.1 | 2.5  | .452 | 1.1 | 1.5 | .711 | 0.4  | 0.7 | 0.9 | 3.3  |
| 15 | George Reynolds  | 22   | 10 |    | 4.4  | 0.8 | 1.9  | .421 | 0.5 | 0.7 | .714 | 1.4  | 1.2 | 1.0 | 2.1  |
| 16 | Tom Workman      | 25   | 2  |    | 3.0  | 0.0 | 0.5  | .000 | 0.0 | 0.0 |      | 0.0  | 0.0 | 0.5 | 0.0  |

## Galardones y récords
| Jugador      | Galardón |
| Jimmy Walker | All-Star |